# Chase Austin

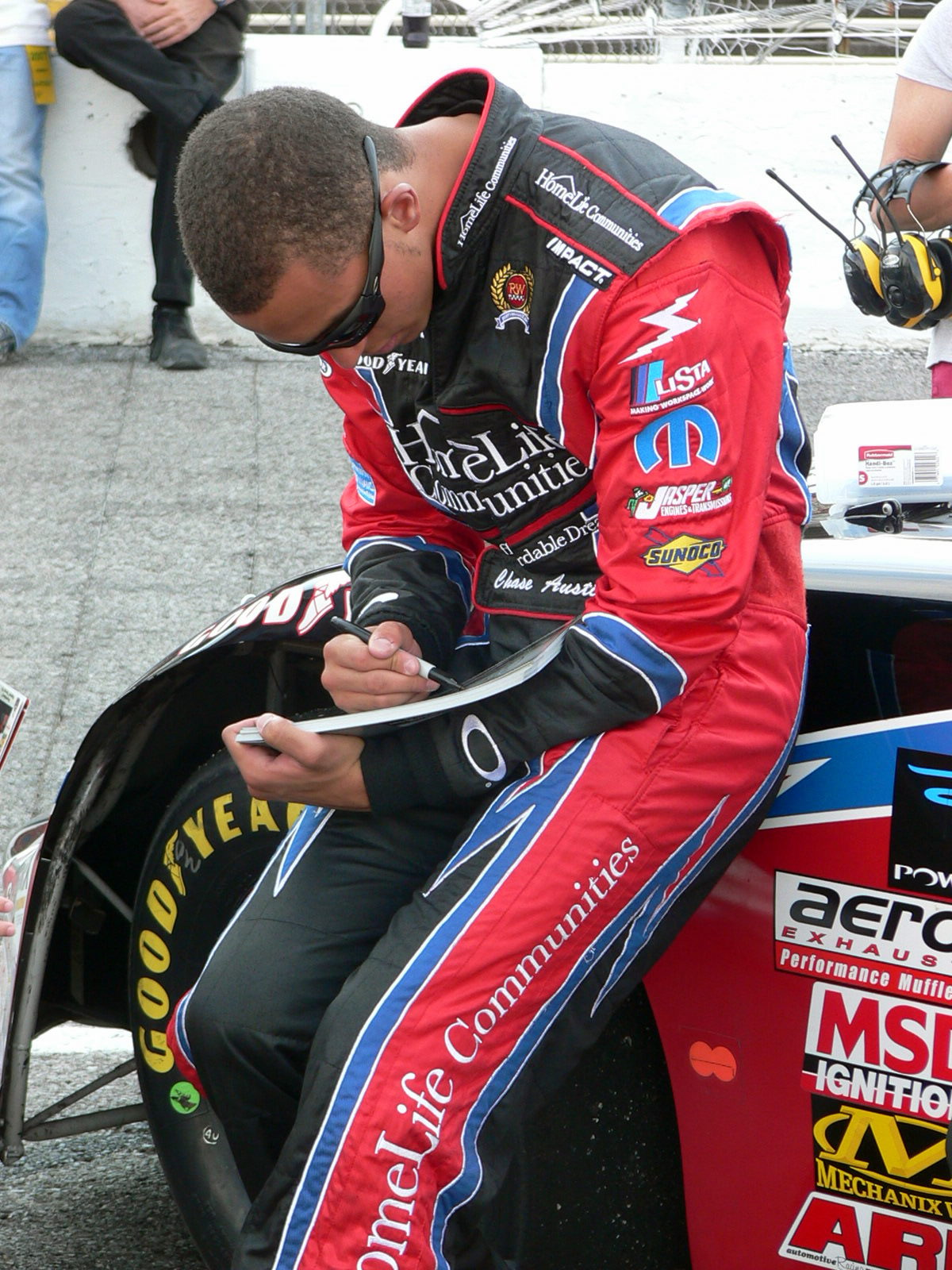
Chase Austin (2007)

Chase Austin (* 3. Oktober 1989 in Eudora, Kansas) ist ein US-amerikanischer Automobilrennfahrer.

## Karriere
Austins Motorsportkarriere begann im Alter von acht Jahren im Kartsport. Sein erstes Kart baute er zusammen mit seinem Vater. 2004 wurde er als bis dahin jüngster Pilot ins Förderprogramm von Hendrick Motorsports aufgenommen. 2006 endete die Förderung. In diesem Jahr nahm er an einem Rennen der PASS South teil.
2007 wechselte Austin zu Rusty Wallace Racing in die NASCAR Grand National Busch East. Er beendete die Saison auf dem 15. Gesamtrang. Darüber hinaus nahm er für Rusty Wallace Racing an einem Rennen der NASCAR Busch Series teil. Mit seinem Start im Memphis Motorsports Park wurde Austin zum ersten Afroamerikaner der an einem Ovalrennen der Serie teilnahm sowie zum zweiten Afroamerikaner in der Serie überhaupt. Außerdem startete er in diesem Jahr zu einem Rennen der ARCA Racing Series. 2008 sollte er für Rusty Wallace Motorsports an 15 Rennen der NASCAR Nationwide Series, die ehemalige NASCAR Busch Series, teilnehmen. Es kam jedoch nicht zu diesem Engagement. Stattdessen trat er zu fünf Rennen der UARA Stars an. 2009 nahm Austin erneut an keiner kompletten Saison teil. Er trat zu vier Rennen der NASCAR Nationwide Series und zu zwei Rennen der NASCAR Camping World Truck Series an. 2010 startete er zu je einem Rennen der Nationwide und der Camping World Truck Series.
2011 gab Austin in der Indy Lights für Willy T. Ribbs Racing sein Formelsportdebüt. Mit seinem Start beim Freedom 100 wurde er zum ersten Afroamerikaner, der an einem Indy-Lights-Rennen teilnahm. Er startete zu zwei Rennen und belegte am Saisonende den 23. Platz in der Meisterschaft. 2012 nahm Austin, diesmal für Juncos Racing, erneut an zwei Indy-Lights-Rennen teil. Er wurde 17. in der Fahrerwertung. 2013 und 2014 absolvierte Austin nur das Freedom 100. 2013 fuhr er für Bryan Herta Autosport, 2014 für Belardi Auto Racing.

## Karrierestationen
- 2006: PASS South (Platz 76)
- 2007: NASCAR Grand National Busch East (Platz 15)
- 2007: NASCAR Busch Series (Platz 151)
- 2007: ARCA Racing Series (Platz 163)
- 2008: UARA Stars (Platz 28)
- 2009: NASCAR Nationwide Series (Platz 89)
- 2009: NASCAR Camping World Truck Series (Platz 63)
- 2010: NASCAR Nationwide Series (Platz 135)
- 2010: NASCAR Camping World Truck Series (Platz 118)
- 2011: Indy Lights (Platz 23)
- 2012: Indy Lights (Platz 17)
- 2013: Indy Lights (Platz 17)
- 2014: Indy Lights (Platz 17)